# Небылицы в лицах
«Небылицы в лицах» — советский короткометражный мультфильм, снятый по мотивам русских прибауток и потешек.
Четвёртый из четырёх сюжетов мультипликационного альманаха «Весёлая карусель» № 5.

## Сюжет
Мультфильм о том, как один мужик рассказывает всякие забавные небылицы другому мужику и даже его самого делает персонажем  небывальщины.
Отрывок из стихотворения:
— Здорово, Hикодим!

— Здорово, Егор!

— Откуда идешь?

— С кудыкиных гор.

— А как у вас, Егор, поживают?

— Hа босу ногу топор надевают, сапогом траву косят, в решете воду носят.

Hаши сани едут сами, а лошади наши — с усами, бегают в подполье за мышами.

— Да ведь это кошки!

— Комара тебе в лукошке!...

## Съёмочная группа
| режиссёр             | Геннадий Сокольский                             |
| сценарист            | Генрих Сапгир                                   |
| художник-постановщик | Геннадий Сокольский                             |
| композитор           | Шандор Каллош                                   |
| оператор             | Михаил Друян                                    |
| роли озвучивали      | Анатолий Папанов — Никодим Георгий Вицин — Егор |